# Juego de Némesis (película)
Juego de Némesis (título original: "Nemesis: Game") es una película dirigida y escrita por Jesse Warn. Más conocida en Norteamérica como "Piedra, Papel o Tijera", es una película de suspense que implica adivinanzas complejas (enigmas). La cinta fue nominada en las categorías de Mejor película, Mejor guion, Mejor director, Mejor diseño de vestuario y Mejor contribución de banda sonora en los New Zealand Film Awards del año 2003. En esta misma ceremonia se llevó los siguientes premios: Mejor película Neo Zelandesa, Mejor maquillaje  para Barbara Barkey, Mejor diseño para Peter Cosco, Mejor edición para Bruce Lange y Mejor cinematografía para Aaron Morton.

## Argumento
Sara Novak es una introvertida estudiante que lejos de pasar tiempo con sus compañeros de clase, prefiere visitar a Vern, un hombre mayor que posee una tienda de cómics. Juntos comparten la pasión por los juegos de mente y acertijos. Pero cuando las adivinanzas que resuelve Sara llevan a la muerte a personas que la rodean, ella entiende que se trata de algo más que un juego.

## Reparto
- Carly Pope como Sara Novak.
- Ian McShane como Jeff Novak.
- Adrian Paul como Vern.
- Rena Owen como Emily Gray.
- Brendan Fehr como Dennis Reveni.
- Jay Baruchel como Jeremy Curran.
- Vanessa Guy como Marie.

## Los enigmas de la película
- A lo largo que transcurre el film se van presentando una serie de enigmas que los protagonistas deben resolver si quieren avanzar en el "juego". Estos enigmas aparecen claramente en la pantalla ya que la cámara hace un close up de los mismos, los cuales son los siguientes en orden de aparición y traducidos al español:

1. "¿Qué tiene el pobre que el rico desea y Dios teme?" (Nada)
2. "¿Qué demanda una respuesta; pero no pide una pregunta?" (Un repique telefónico)
3. "Solo sigue las letras que ganaste en esta carrera. Y encuentra tu lugar de descanso final." (Respuesta del enigma en texto en inglés, las letras son: J, K, L, T, W, T, R, éstas letras en un teclado de teléfono corresponde a los siguientes números: 555-8987 el cual es el teléfono de una funeraria = El lugar de descanso final: Victor's Casket Makers [Fabricantes de ataúdes de Víctor] ).
4. "¿Qué es una araña tejedora que no tiene ojos; pero sin embargo puede ver?" (Un sitio web)
5. "Un hombre se le hace tarde para ir al trabajo un día. En su prisa, se olvida de agarrar el paraguas y el impermeable; pero él se las arregla para no mojarse. ¿Cómo?" (Porque no llovió).
6. "Cuando él mira el espejo. Él sabe: «Yo nunca pequé»" (Respuesta del enigma con texto en inglés es: Dennis Reveni, la frase en inglés: «I never sinned» puesta al revés es Dennis Reveni, una de las víctimas del film)
7. "¿Cuándo una puerta no es una puerta?" (Cuando esta entreabierta)
8. "¿Qué tiene llaves; pero no está cerrado, espacio; pero no habitación, puedes entrar; pero nunca ingresas? (El teclado de una computadora)
9. "¿Cuál es el color favorito de un fantasma?" (Boo!)
10. "¿Qué es la cosa favorita de usar de un fantasma?" (Boo jeans)
11. "¿Qué tiene ríos; pero no agua, bosques; pero no árboles, ciudades; pero no edificios?" (Un mapa)
12. "Encuentra La Chica de Romeo y la palabra de miedo entonces estará aquí" (Un viejo y abandonado bar llamado "Romero's Girl" + la palabra "Boo!")
13. "Un hombre yace muerto en medio del desierto. Todo lo que él tiene con él es un paquete sin abrir. El paquete sin abrir explica su muerte. ¿Qué es?" (Un paracaídas)
14. "¿Qué come para vivir; pero nunca bebe? (El fuego)[1]

- Los siguientes acertijos son un collage de enigmas colocados en desorden en todas las paredes del Bar "Romero's Girl" a los cuales la cámara no les presta mucha atención, aparecen brevemente en pantalla (también traducidos al español):

1. "Yo uso tierra, aire, fuego y agua para hacer un punto. ¿Qué soy yo? (El dolor)
2. "No hay viento suficiente para girar, aquella hoja roja la más cercana a su clan, que baila tan a menudo como danzar puede" (El Sol, ésta es una cita de Samuel Taylor Coleridge)
3. "Hasta que yo soy medido, no soy conocido. Sin embargo me pierdes cuando yo he volado. ¿Qué soy? (El Tiempo)
4. "Soy más grande que Dios, más malo que el Diablo y si tú me comes, morirás. ¿Qué soy?" (Nada)
5. "¿Qué tiene raíces que nadie ve, es más alto que los árboles. Arriba, arriba va y sin embargo nunca crece?" (Una montaña)
6. "Tengo muchas plumas que me ayudan a volar. Tengo cuerpo y cabeza; pero no estoy vivo. Es tu fuerza lo que determina cuán lejos voy. Puedes sostenerme en tu mano; pero nunca soy lanzado" (Una flecha)
7. "Los hombres prestan atención a mi consejo; pero mi opinión cambia con el viento. ¿Qué soy?" (Una veleta o media de viento)
8. "¿Qué gira todo alrededor; pero no se mueve? (Respuesta en la película: La gravedad; otra respuesta válida es: El espejo)[2]

- Enigmas de "Nemesis Game" en el texto original en inglés:

1. "What do the poor have, the rich want and God fears?" (Nothing)
2. "What demands an answer, but asks no question?" (A [ringing] phone)
3. "Just keep the letters that win this race and find your final resting place." (Letters = J, K, L, T, W, T, R = 555-8987, Resting Place = Victor's Casket Makers)
4. "What does a spider weave that has no eyes, and yet can see?" (A website)
5. "A man is running late for work one day. In his rush he forgets to grab his umbrella and raincoat, but he still manages not to get wet. How?" (It didn't rain)
6. "When he looks in the mirror. He knows: «I never sinned»." (Dennis Reveni)
7. "When is a door not a door?" (When it's ajar)
8. "What has keys but no lock, space but no room, you can enter but never go in?" (A computer keyboard)
9. "What's a ghost's favorite color?" (Boo)
10. "What's a ghost's favorite thing to wear?" (Boo jeans)
11. "What has rivers but no water, forests but no trees, cities but no buildings?" (A map)
12. "Find Romeo's Girl and the word of fear will then be here." (Old, abandoned bar + 'Boo' )
13. "A man lies dead in the middle of the desert. All he has with him is an unopened package. The unopened package explains his death. What is it?" (A parachute)
14. "What eats to live but never drinks?" (Fire)
15. "I use earth, air, fire and water to make a point. What am I?" (Pain)
16. "There is not wind enough to twirl, that one red leaf nearest of its clan, which dances as often as dance it can" (quote by Samuel Taylor Coleridge: The Sun)
17. "Until I am measured, I am not known. Yet you miss me when I have flown. What am I?" (Time)
18. "I am greater than God, more evil than the Devil, and if you eat me, you'll die. What am I?" (Nothing)
19. "What has roots as nobody sees, is taller than trees. Up, up it goes and yet never grows?" (A mountain)
20. "I have many feathers to help me fly. I have a body and head, but I'm not alive. It is your strength which determines how far I go. You can hold me in your hand, but I'm never thrown. What am I?" (An arrow)
21. "Men heed my advice but my opinion shifts in the wind. What am I?" (A weathervane or a windsock)
22. "What turns everything around, but does not move?" (The movie answer: Gravity, another answer is a mirror)